# 周家坝街道
周家坝街道，是中华人民共和国重庆市万州区下辖的一个乡镇级行政单位。

## 行政区划
周家坝街道下辖以下地区：
天子湖社区、天生城社区、流水社区、周家社区、救兵城社区、天子路社区、映水坪社区、双堰塘社区、长生河社区、集中社区和狮子村。